# Municipio de Denmark (Arkansas)
El municipio de Denmark (en inglés: Denmark Township) es un municipio ubicado en el condado de White en el estado estadounidense de Arkansas. En el año 2010 tenía una población de 532 habitantes y una densidad poblacional de 9,47 personas por km².

## Geografía
El municipio de Denmark se encuentra ubicado en las coordenadas 35°28′44″N 91°37′14″O / 35.47889, -91.62056. Según la Oficina del Censo de los Estados Unidos, el municipio tiene una superficie total de 56.2 km², de la cual 56,01 km² corresponden a tierra firme y (0,34 %) 0,19 km² es agua.

## Demografía
Según el censo de 2010, había 532 personas residiendo en el municipio de Denmark. La densidad de población era de 9,47 hab./km². De los 532 habitantes, el municipio de Denmark estaba compuesto por el 96,24 % blancos, el 0,19 % eran asiáticos, el 3,2 % eran de otras razas y el 0,38 % eran de una mezcla de razas. Del total de la población el 4,14 % eran hispanos o latinos de cualquier raza.